# Pikelot
Vous lisez un « article de qualité » labellisé en 2016.
Pikelot  (en puluwat, chuuk et satawal Piik) est une petite île inhabitée des îles Carolines, dans le Sud-Ouest de l'océan Pacifique nord, au nord et au nord-est de la Nouvelle-Guinée. Elle est rattachée administrativement à la municipalité de Satawal dans l'État de Yap dans les États fédérés de Micronésie. Cette île est la plus orientale de l'État de Yap. Pikelot, entourée de récifs de coraux, constitue la partie émergée d'un petit mont sous-marin à l'extrémité ouest d'une formation montagneuse sous-marine. Celle-ci est depuis longtemps pour les habitants des îles et atolls voisins un lieu de chasse à la tortue, qui se pratique en avril et mai. Pikelot est également un point de repère en mer pour les Micronésiens effectuant de longs trajets entre les îles.

## Géographie

### Localisation et géologie
L'île inhabitée de Pikelot, appartenant aux îles Carolines dans l'océan Pacifique, est localisée à 100 km à l'est de Piagailoe, à 105 km au nord-est de Satawal, à respectivement 190 km et 205 km au nord-ouest de Polowat et de Pollap et à plus de 1 000 km à l'est des îles Yap, siège de la capitale de l'État de Yap.
L'île a une longueur de 450 m pour une largeur de 280 m et une altitude maximale de trois mètres. Elle s'est formée à l'Holocène et comporte un sédiment d'origine corallienne, pour partie amené par des tempêtes. Elle est située au sommet d'un petit mont sous-marin qui se trouve à l'extrémité ouest de la chaîne sous-marine de Condor Reef. Pikelot est de forme ovale et entourée de récifs. Au nord et au sud, les récifs sont situés à quelques centaines de mètres du rivage en pente raide, ce qui crée un petit environnement de lagune. Les récifs frangeants du côté ouest sont moins développés et plus près du rivage. Une plate-forme peu profonde d'un maximum de 2,5 km de large s'étend au nord-ouest, à l'est et au sud. Elle crée un vaste écosystème en eau peu profonde.

Vue satellite de Pikelot
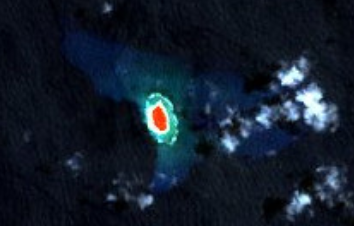
Végétation Plage Récifs Plate-forme sous-marine

- - Végétation
  - Plage
  - Récifs
  - Plate-forme sous-marine

### Environnement
Le climat de Pikelot est tropical humide,. L'île est couverte d'une forêt de cocotiers et d'un épais sous-bois de broussailles,,. Des arbres à pain et du tabac ont été plantés par des habitants des îles des environs. Pikelot abrite une colonie d'oiseaux de mer, dont des sternes et des noddis, et une aire de nidification de tortues,. La présence de tortues attire des visiteurs temporaires depuis les atolls et îles voisines. Cependant, le manque d'eau douce rend impossible une occupation humaine continue. La constitution d'une réserve de tortues a été recommandée en 1986 dans un rapport de l'Union internationale pour la conservation de la nature, mais elle n'a pas reçu de suite de la part du gouvernement des États fédérés de Micronésie. Pikelot est listée comme une « Zone prioritaire pour la diversité » dans une étude menée par The Nature Conservancy. La pollution liée aux déchets et aux quelques épaves qui y ont échoué est considérée comme un risque majeur.

## Histoire

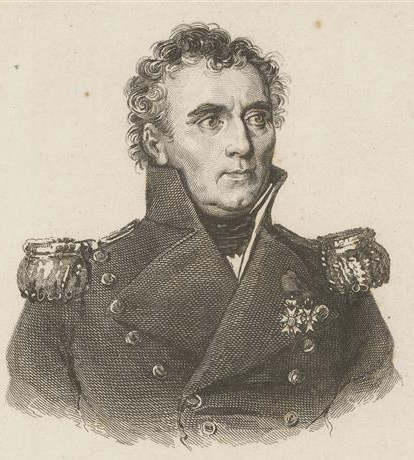
Le Français Louis Isidore Duperrey voit Pikelot en 1824 à bord de La Coquille.

Les débuts de la présence humaine sur Pikelot ne sont pas documentés. Des opérations archéologiques réalisées aux îles Truk, à 440 km au sud-est, et à Lamotrek, à 160 km au sud-ouest, attestent d'occupations humaines remontant respectivement aux Ier siècle av. J.-C. - Ier siècle et aux VIIe siècle - VIIIe siècle. Toutefois, ces dates ne préjugent pas de l'époque à partir de laquelle Pikelot reçut des visites.
En 1787, Luito, navigateur et chef de Lamotrek, indique aux Espagnols présents à Guam que Pikelot est inhabitée.
La première observation de Pikelot par un Occidental est attribuée au marchand américain Samuel Boll, qui navigue dans les parages en 1804, en compagnie de l'Espagnol Don Luis Torres, vice-gouverneur de Guam,. L'île est de nouveau vue le 3 juillet 1824 par le Français Louis Isidore Duperrey,.
À la fin du XIXe siècle, Pikelot est sous le contrôle des îliens de Lamotrek, jusqu'à ce que les hommes de Polowat, reconnus comme de redoutables guerriers, avec le chef Bunuluk à leur tête, en revendiquent la possession et le droit exclusif de pêche,. Mais ceci ne semble avoir été que temporaire puisque, vers 1908-1910, un voyageur allemand du nom de Krämer a l'impression que les marins de Polowat demandent l'autorisation à ceux de Lamotrek de pouvoir y venir. Par la suite, l'île est possession des habitants de Satawal.
Les îles Carolines, dont fait partie Pikelot, sont sous domination espagnole depuis le XVIe siècle. En 1885, à la suite d'un conflit entre l'Espagne et l'Allemagne, l'arbitrage du pape Léon XIII confirme la possession de l'archipel par l'Espagne contre des avantages commerciaux pour l'Allemagne. Cette dernière acquiert cependant les Carolines en 1899 et les intègre à la Nouvelle-Guinée allemande. Au début de la Première Guerre mondiale, en 1914, l'empire du Japon occupe la zone. Cette occupation est légalisée dans le cadre du mandat des îles du Pacifique créé en 1919 par la Société des Nations. En 1944, les îles Carolines passent sous le contrôle des États-Unis, qui les administrent en tant que Territoire sous tutelle des îles du Pacifique, dans le cadre d'un mandat de l'ONU reçu en 1947. Les États fédérés de Micronésie accèdent finalement à l'indépendance en 1986.
Début avril 2015, des pêcheurs sont bloqués sur l'île quelque temps à cause du typhon Maysak. Cinq ans plus tard, le 29 juillet 2020, trois pêcheurs partis de l'atoll de Polowat avec pour destination l'atoll de Pollap, dérivent sur 190 km après une panne de carburant et s'échouent sur l'île. Ils sont secourus après trois jours de recherche grâce à l'inscription "SOS" inscrite sur la plage.

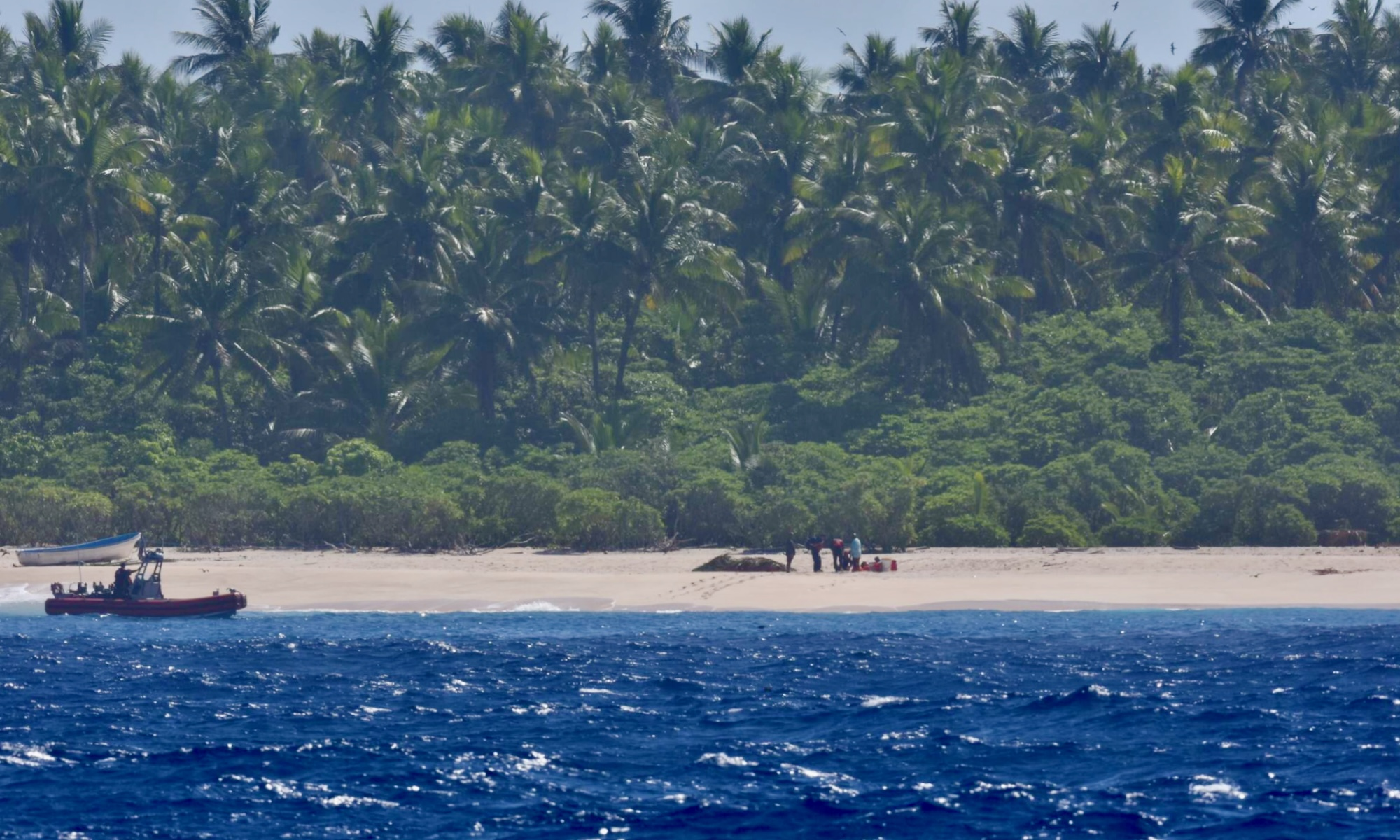
Trois marins naufragés sur Pikelot sont secourus par les gardes-côtes américains, le 9 avril 2024.

En avril 2024, trois marins en provenance de Polowat sont bloqués sur l'île après que leur embarcation a été endommagée. Ils sont secourus après une semaine d'attente par la marine et les garde-côtes américains, notamment grâce au signal "HELP" qu'ils ont écrit sur la plage avec des feuilles de palmier. Ils sont en bonne santé et disent avoir eu accès à de l'eau douce et de la nourriture.

## Toponymie

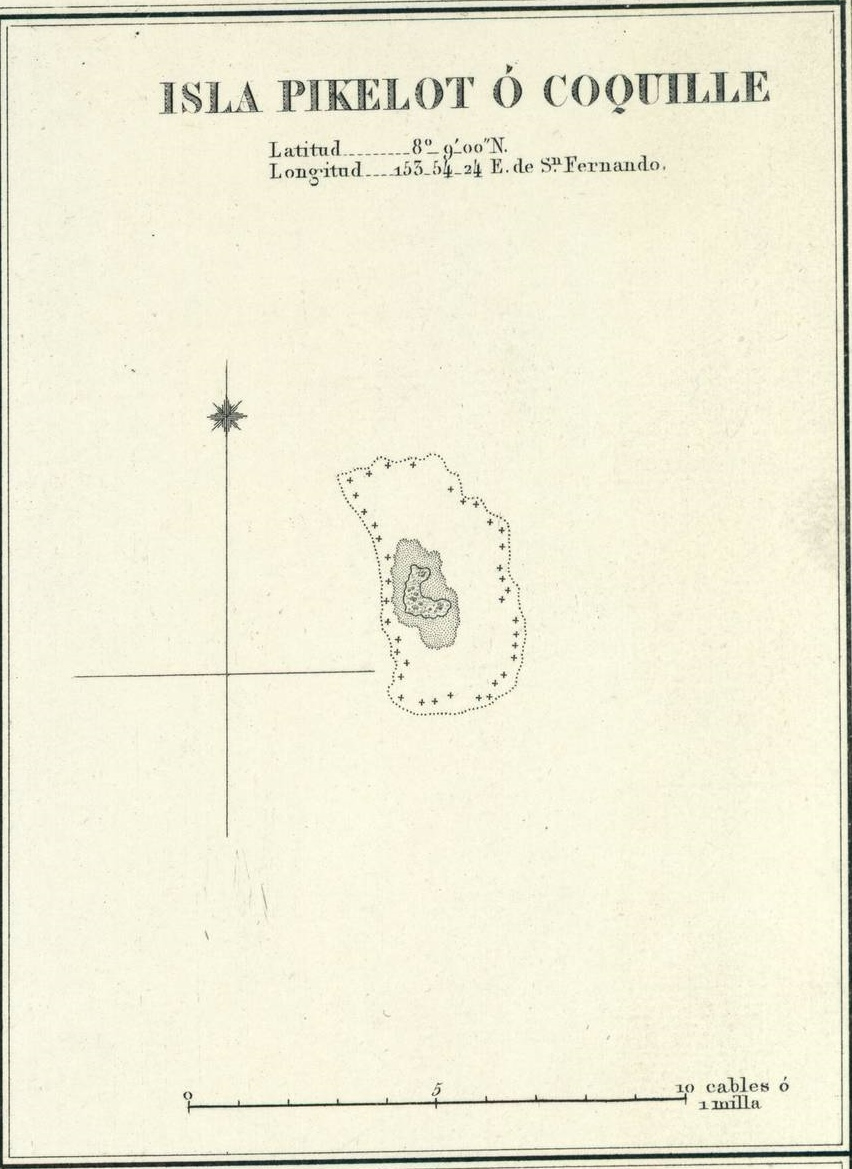
Carte espagnole. Pikelot ou Coquille (selon Krusenstern). 1886.

Don Luis Torres nomme l'île Pigouelao dans ses écrits, et le Français Louis Isidore Duperrey lui donne le nom de Bigali,. Dans la première moitié du XIXe siècle, l'Allemand Johann Adam von Krusenstern lui donne le nom du navire de l'explorateur français, La Coquille, dans ses ouvrages, et l'Allemand Friedrich von Lütke écrit Pigali ou Pyghella. Elle a également été nommée Biguela,, Bikelot ou Lydia,, ou encore Pigerotto, Pigoualao, Piguelao,, Pigouelao, Pij,, Pihg, Pikala,, Pikela, Pokela, Pigelot et même Faliao,.
Pikelot est nommée Piik en puluwat et en langue chuuk, Piik ou Piig en langue satawal et Pigenoot en woléaïen. Le mot piis qui se retrouve dans la plupart des dénominations de l'île a la signification de « lieu sableux » dans de nombreuses langues micronésiennes,. S. H. Riensenberg constate des dissemblances entre des noms donnés par les Polowatais et des appellations européennes des XIXe et XXe siècles : respectivement Fayu pour Gaferut, Pigailo pour West Fayu, Pik pour Pikelot. Il présume que ceci est la conséquence d'une incompréhension entre les Micronésiens et les navigateurs européens qui, d'une part, ont pris le nom de Kafeŕoor, un lieu mythique, pour un lieu réel, et qui d'autre part n'ont pas su attribuer les trois autres toponymes aux bonnes îles. Le nom de Pikelot serait même le résultat d'une fusion entre Pik et Pigaelo. Selon W. H. Goodenough et H. Sugita, le toponyme serait dérivé de celui d'une île nommée Pikenooch ayant disparu lors d'un typhon et qui aurait été appliqué par erreur à Pikelot sur les cartes.

## Administration
Pikelot est rattachée traditionnellement et administrativement à la municipalité de Satawal, dans l'État de Yap des États fédérés de Micronésie. Elle est la possession la plus orientale de l'État de Yap. Ce rattachement administratif ne limite cependant pas la venue sur l'île et la chasse à la tortue aux seuls habitants de Satawal, ainsi qu'il apparaît dans un accord signé en 1986 entre chefs traditionnels d'îles des environs.

Situation de Pikelot
États fédérés de Micronésie.
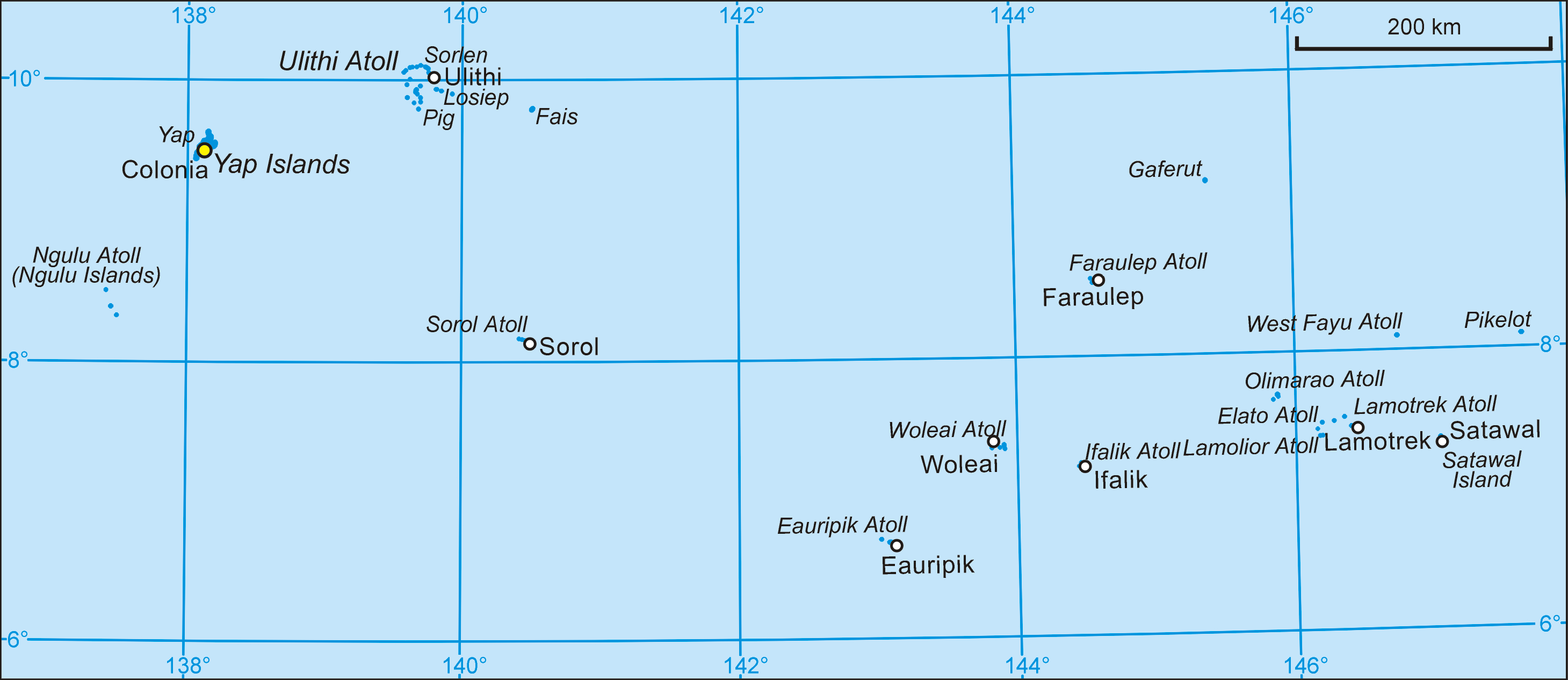
État de Yap.

## Une présence humaine intermittente

### Une terre d'évasion

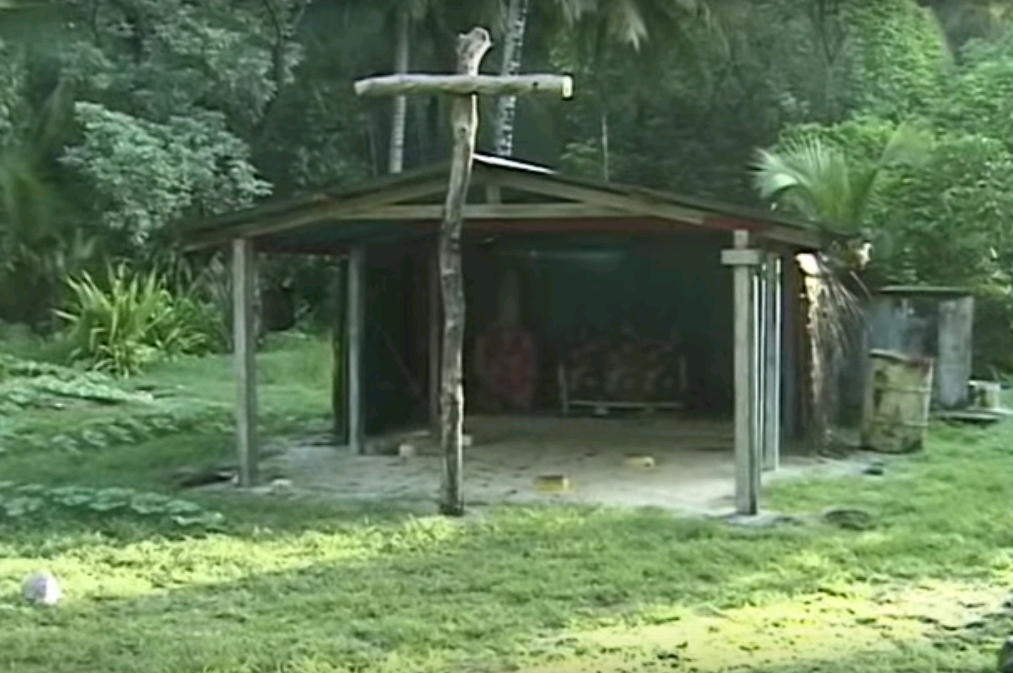
Vue de la chapelle en bois de Pikelot. 2009.

Pikelot constitue un lieu d'évasion et de relaxation pour les hommes de Polowat qui viennent y échapper pour un temps à leurs responsabilités familiales et profiter de bains de mer, de discussions, de repos et de la viande de tortue. Le cri des nombreux oiseaux et l'odeur de guano lorsque le vent s'arrête les gênent parfois. Il est rare que les séjours durent moins de trois jours : ils sont généralement de l'ordre d'une semaine ou plus. Les Polowatais s'y rendent sur l'inspiration du moment, parfois sur une proposition effectuée lors d'une soirée arrosée, mais seulement si le ou les capitaines sont aptes à diriger les bateaux. Ils embarquent alors un peu de matériel, de la nourriture et s'en vont en chantant et en criant. Depuis le rivage, leurs femmes et d'autres membres de la communauté restés sobres expriment habituellement leur désapprobation. La chasse à la tortue réalisée sur Pikelot est donc en partie un prétexte. Généralement, les Polowatais viennent à deux ou trois pirogues pour tirer plus facilement les bateaux sur la plage dont la pente est très raide et parce que les vagues poussent fortement vers les récifs. Des bûches de pandanus sont mises sous la coque des pirogues pour les faire glisser et éviter qu'elles ne s'enfoncent dans le sable, particulièrement meuble. Au milieu des années 1980, l'île comporte des abris pour le couchage, des hangars de stockage et une petite chapelle, ainsi qu'un puits d'eau douce dans les années 2020.

### Un lieu de chasse à la tortue

#### Des chasseurs d'origines diverses

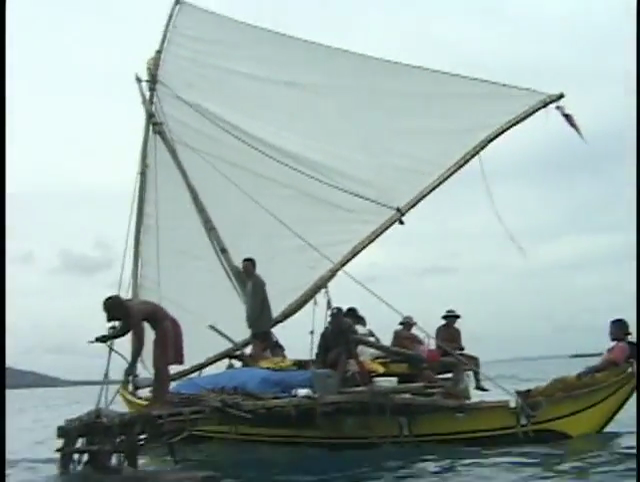
Pirogue satawalienne, 2000.

L'île est depuis longtemps un lieu de chasse à la tortue verte (Chelonia mydas) pour la consommation humaine. Sa viande est très appréciée. Les œufs sont également consommés jusqu'en 1986, date de la signature d'un accord entre les chefs des îles environnantes interdisant leur prélèvement. L'éloignement de l'île des principaux centres de population humaine explique le nombre important de tortues qui viennent y nidifier. Les oiseaux et les poissons sont également chassés et pêchés.
Durant tout le XXe siècle, la plupart des Micronésiens qui débarquent à Pikelot sont originaires de Polowat. Au début du siècle, les hommes y viennent, avec femme et enfants, pendant une durée pouvant atteindre une quinzaine de jours et se nourrissent de tortues et de noix de coco. Plus tard, ce sont les hommes seuls qui traversent l'océan en pirogue à balancier malgré la distance (190 km) et donc la durée du voyage. Durant les seize mois que passe l'ethnologue Thomas Gladwin à Polowat, en 1966-1967, il enregistre 22 voyages vers Pikelot d'une durée aller-retour moyenne de deux semaines. Le trajet jusqu'à Pikelot dure en lui-même généralement deux jours depuis Polowat.
Les hommes des îles de Tamatam et de Pollap appartenant à l'atoll de Pollap viennent également attraper des tortues sur Pikelot, quoique moins fréquemment. Les îliens de l'atoll considèrent que l'île de Tamatam est un lieu pauvre et sans grande importance. Les habitants de Pollap ont l'habitude d'envoyer de la nourriture ou des biens matériels à ceux de Tamatam. Ceux-ci, en contrepartie, partagent avec eux les tortues qu'ils attrapent sur Pikelot ou leur envoient de petits cadeaux.
Pikelot est aussi un lieu de chasse à la tortue et de pêche pour les îliens de Pulusuk, mais plus encore pour ceux de Satawal,. Pour ces derniers, le trajet peut se faire en une nuit, mais lorsque les alizés soufflent du nord-est comme c'est habituellement le cas, la durée du voyage s'allonge. D'après Mc Coy, les Satawalais affirment que Pikelot leur appartient. Lorsque des habitants de l’État de Chuuk naviguent vers Satawal, ils s'arrêtent souvent à Pikelot prendre des tortues. Cependant, de grandes vagues rendent l'accostage sur Pikelot difficile. Lorsque des Satawalais arrivent à Pikelot, il est d'usage que le capitaine de chaque bateau aille sur la plage avec une noix de coco prier les dieux pour avoir une bonne chasse.

#### Régulation de la chasse à la tortue
En 1982, il est rapporté au biologiste C. H. Pritchard que la population de tortues nidifiant nuitamment sur Pikelot est en diminution. Le nombre de femelles est estimé à cette époque entre 20 et 30 individus. Quatre ans plus tard, un accord est établi entre les chefs de Lamotrek, Satawal et Elato et ceux de Puluwat, Pulusuk, Tamatam et Pulap afin de réguler la chasse à la tortue sur Pikelot et Piagailoe. Ceux-ci ne s'autorisent à prélever des tortues et à les transporter que par leurs propres moyens. Il s'interdisent toute pêche commerciale et quiconque autre que les signataires désirant obtenir des tortues de Pikelot doit obtenir au préalable la permission des chefs de Lamotrek, Satawal et Elato. Il est également défendu, selon cet accord, de prélever des œufs de tortue.
L'absence de pêche commerciale permet une certaine préservation des populations de tortue. Ainsi, en 1978, trois expéditions parties de Satawal en pirogues traditionnelles capturent 18, 11  et   10 tortues à Pikelot, tandis qu'un seul navire de pêche peut en emmener plus d'une cinquantaine. Cependant, la diminution du nombre des tortues dans la région et la pollution inquiètent les organisations de protection de l'environnement,.

#### Techniques de chasse

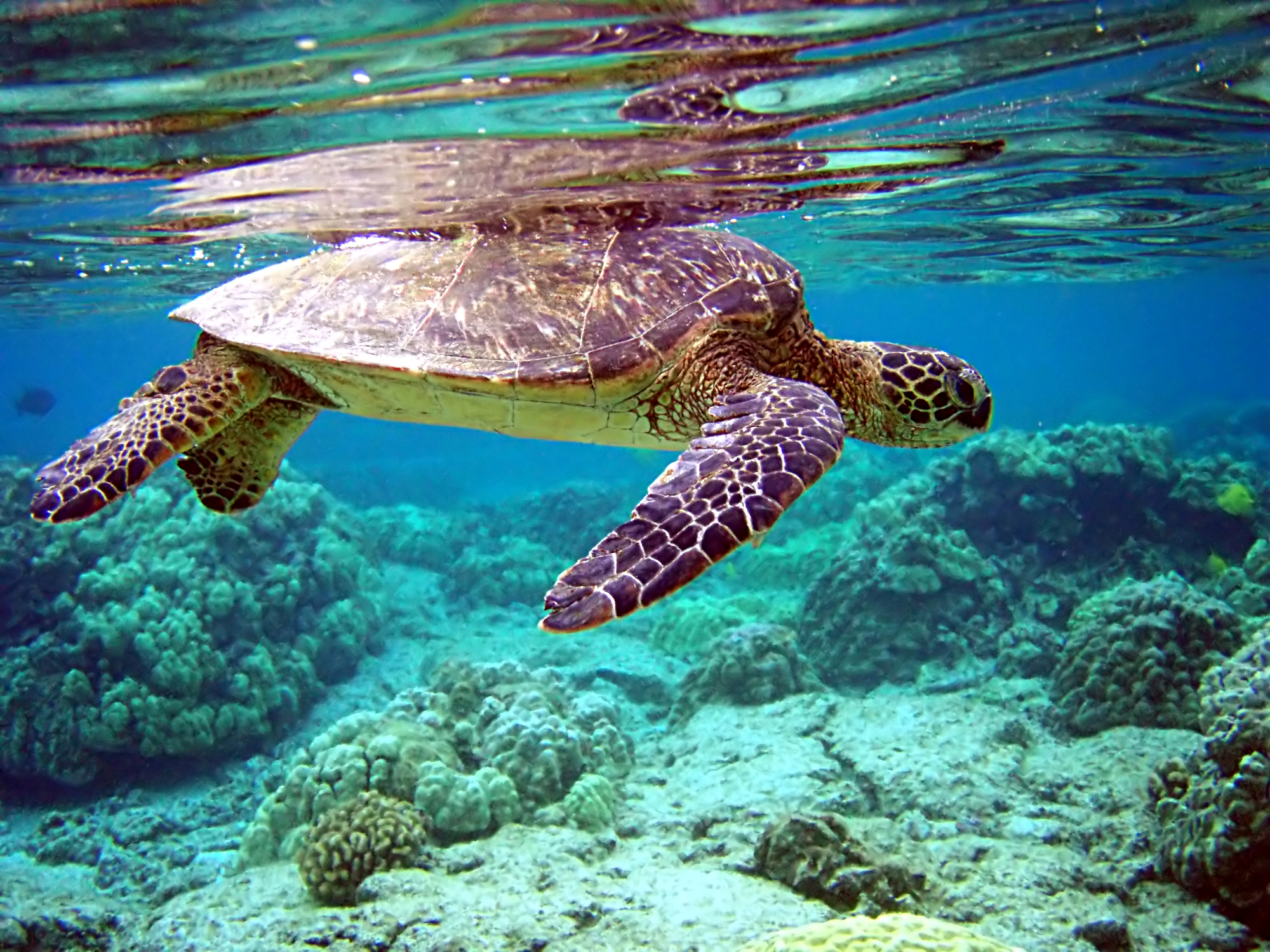
Tortue verte en eau peu profonde à Hawaï.

La chasse des tortues se fait en avril et mai. Les femelles sont préférées car elles viennent sur la plage la nuit y pondre leurs œufs. Elles sont donc plus grosses et plus faciles à chasser puisqu'il suffit de les retourner sur le dos pour les immobiliser. Les tortues attrapées à terre sont liées et hissées sur les bateaux ou, si elles en sont loin, une corde est attachée à une nageoire et elles sont traînées dans leur direction,. Le jour, alors que les tortues nagent près de l'île, les chasseurs utilisent des crochets reliés par une corde à un espar ou directement au bateau. Ces crochets, disposés ensuite au bout d'une longue tige de bambou, sont plantés par surprise dans le cou d'une tortue par deux nageurs silencieux, les pêcheurs retiennent la tortue qui s'épuise en tentant de s'enfuir. Lorsque cet attirail n'est pas disponible, un pêcheur se dirige vers l'animal et l'attrape par-dessous — une prise de type Full Nelson, qui tire la tête vers l'arrière, réduit les risques de morsure. D'autres hommes sautent alors dans l'eau avec des cordes pour entraver les nageoires et remonter la tortue sur le bateau. Durant les nuits de pleine lune, il est aussi possible d'attacher une tortue femelle préalablement capturée à un arbre par l'intermédiaire d'une corde suffisamment longue pour qu'elle puisse nager en eau peu profonde. Les hommes montent alors dans les arbres près de l'eau et attendent que des mâles soient attirés. Cette méthode, connue sous le nom d'efitefit, fonctionne particulièrement bien sur Pikelot du fait de l'absence de lagon,. Une fois capturées, les tortues sont mises à l'abri du soleil pour rester fraîches jusqu'à leur consommation, parfois plus d'une semaine après. Les bateaux rentrent de Pikelot chargés de trois à six tortues, pour la plupart des femelles, et les hommes sont accueillis comme des héros,. À Polowat, la viande de tortue est partagée entre tous les habitants de l'île et les visiteurs présents par le principal chef traditionnel.

### Une étape lors des trajets longue distance

Carte d'une portion de la Micronésie figurant Pikelot et les îles et atolls alentour.

Pikelot est une escale lors des longs trajets pour les marins du nord-ouest du Pacifique. Elle est par exemple une étape lors d'un voyage réalisé par des marins de Lamotrek se rendant à Guam vers 1910,. Elle est un arrêt traditionnel des hommes de Polowat allant jusqu'à Satawal, ou pour aller à Saipan aux îles Mariannes du Nord. En 2000, dans le cadre d'une reconstitution d'un trajet au long cours, comme il s'en pratiquait encore régulièrement au XIXe siècle, trois bateaux partent de Polowat et trois autres de Satawal en direction de Saipan en s'arrêtant à Pikelot. L'année suivante, deux pirogues partent de Polowat pour Guam, en faisant une unique escale à Pikelot, pour un voyage d'une durée totale de sept jours. L'arrêt à Pikelot permet de regarder la météo et le sens du vent.
Lors de son étude des techniques polynésiennes de navigation, le Néo-Zélandais David Lewis a pu naviguer avec deux marins de Polowat qui, pour faire le voyage entre cette île et Saipan dans les îles Mariannes du Nord, passent seulement par Pikelot en s'aidant des étoiles, notamment des Pléïades, de la couleur de la mer, de la direction des vagues et des espèces d'oiseaux visibles,. Le trajet total fait 1 000 km à vol d'oiseau. Des moyens mnémotechniques sont également utilisés, basés sur l'imaginaire des Polowatais, et font intervenir des récifs, des îles et des étoiles. L'un d'eux rapporte le tracé de la navigation d'un poisson du nom de Limahácha, un autre raconte une course à la récolte aux fruits de l'arbre à pain. Pikelot est mentionnée dans les deux cas.

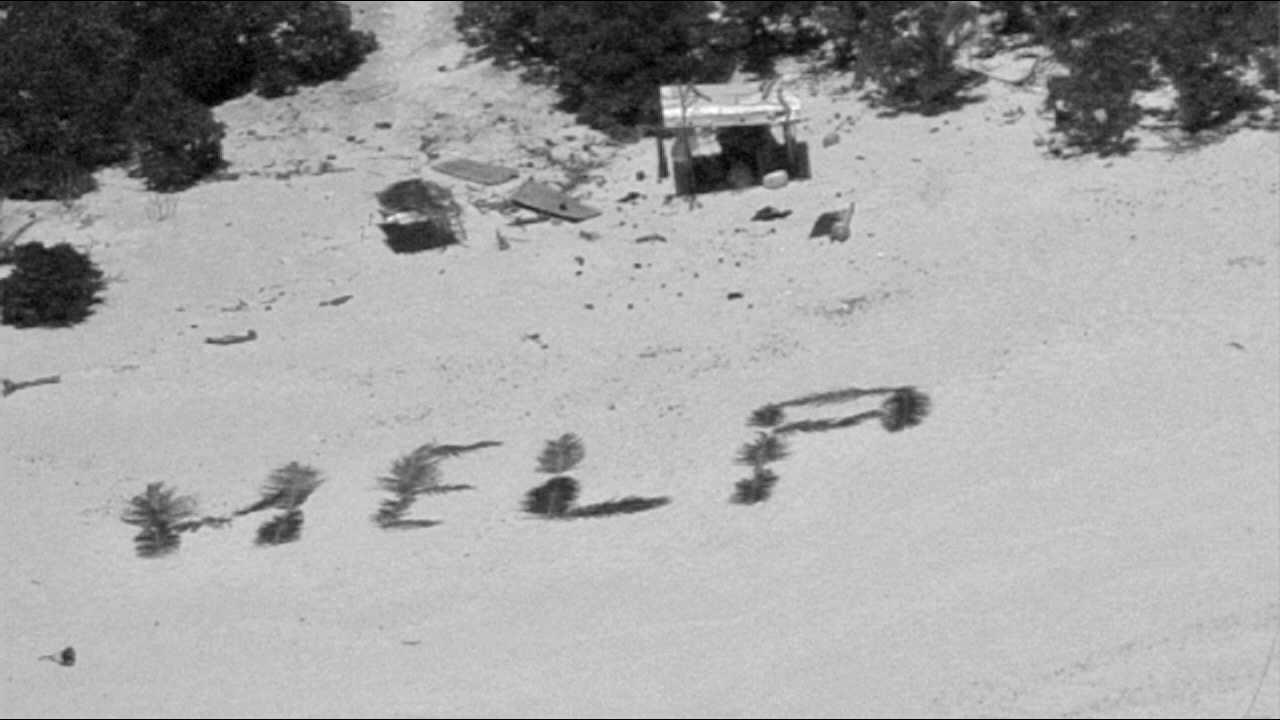
Message écrit avec des feuilles de palmier par des naufragés sur Pikelot en avril 2024.

Les voyages en haute mer peuvent être dangereux. Au début des années 1950, le grand navigateur micronésien Jesus Urupiy a passé avec son équipage sept mois sur Pikelot, après y avoir échoué lors d'une tempête alors qu'il se dirigeait vers Piagailoe pour y chasser la tortue. Ils sont récupérés par deux pirogues de Polowat. En avril 1959, 25 hommes de Pollap partent pour Satawal ; après avoir fait escale sur Pikelot, ils sont touchés par une tempête et dispersés alors qu'ils tentent d'y revenir. Certains dérivent pendant des mois avant d'être secourus.

## Pikelot dans la littérature
Pikelot apparaît dans une pièce de théâtre de l'Américain Michael Cowell intitulée Song for the navigator. Elle est décrite comme un lieu où les hommes de Satawal viennent attraper des tortues. Gabby, adolescent originaire de Saipan dans les îles Mariannes du Nord, est envoyé chez son grand-père à Satawal pour échapper aux problèmes du foyer familial. Le jeune homme est initié aux chants des marins qui les guident lors de leurs longs voyages sur l'océan. Gabby apprend ainsi de son grand-père, alors qu'ils sortent d'une tempête qui leur a fait perdre tout leur matériel de navigation, le chant qui les ramènera de Pikelot jusqu'à Satawal.